# Thames (rzeka w Ontario)

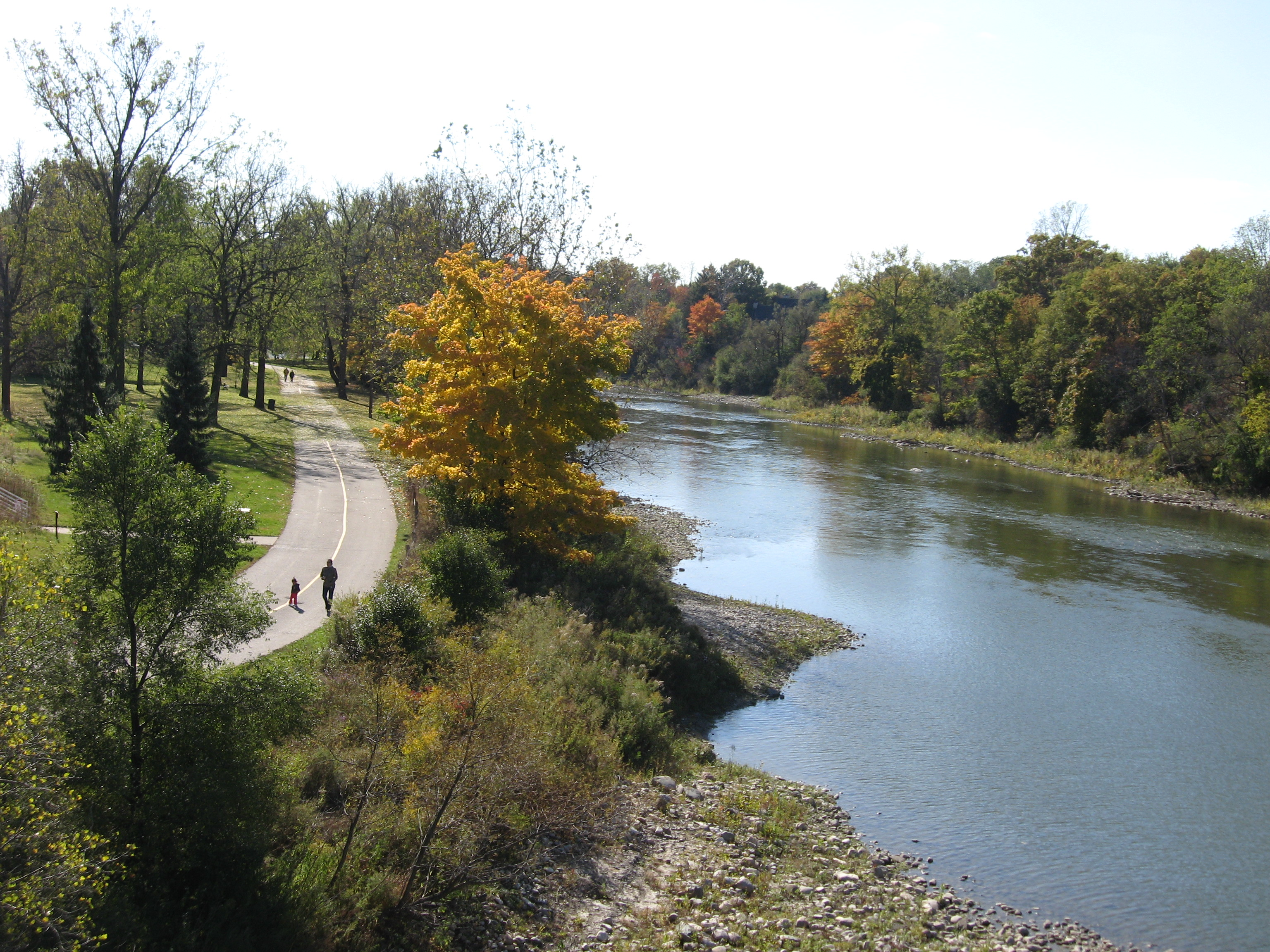
Rzeka Thames w London

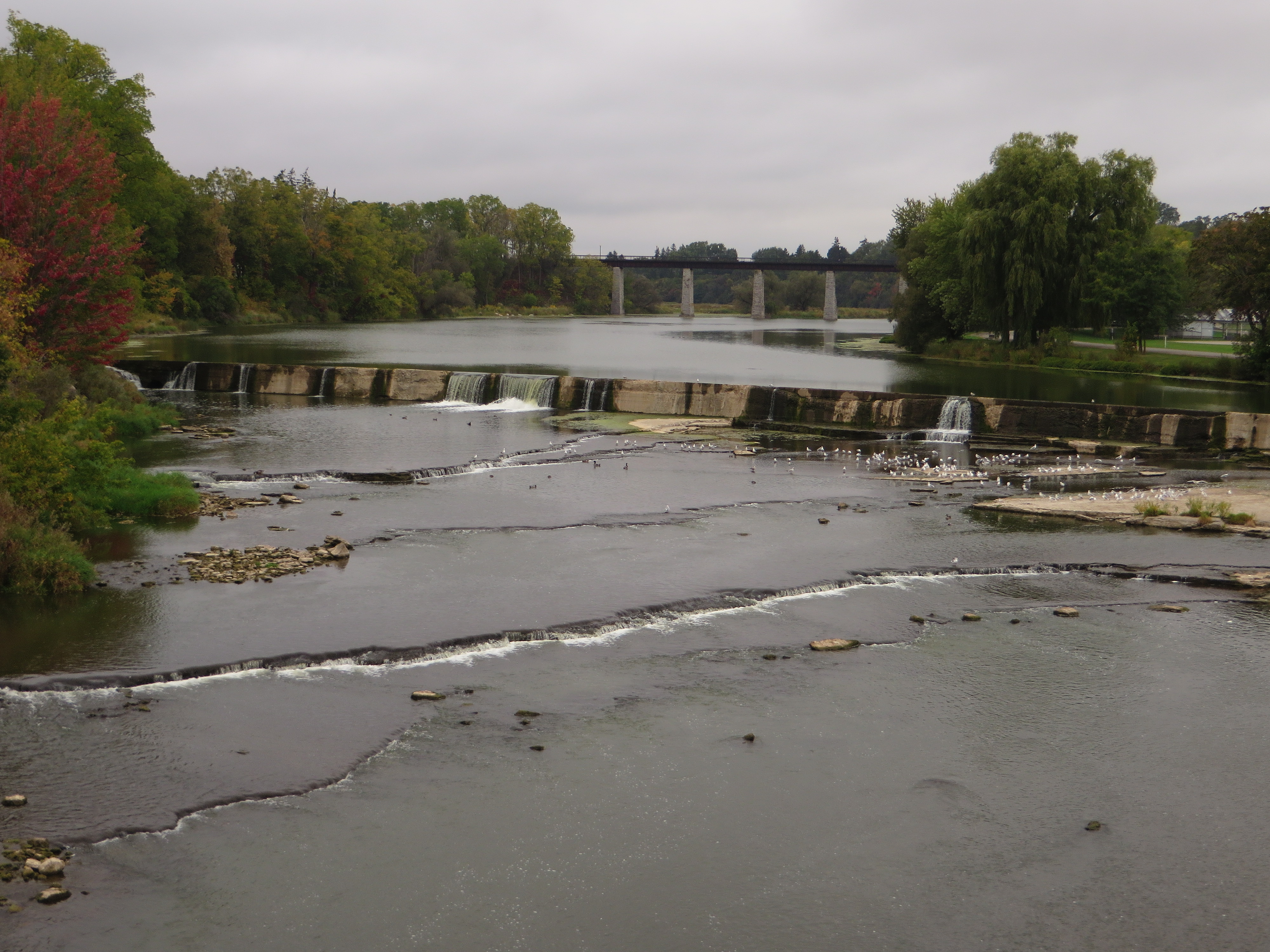
Rzeka North Thames w St. Marys

Thames (pol. Tamiza) – rzeka w południowo-zachodniej części kanadyjskiej prowincji Ontario. Nazwana została na pamiątkę angielskiej Tamizy.

## Charakterystyka cieku
Rzekę tworzą trzy główne cieki, mające swe początki w trzech różnych punktach: w pobliżu Mitchell (Tamiza Północna – North Thames), Hickson (Tamiza Środkowa – Middle Thames) i East Zorra-Tavistock (Tamiza Południowa – South Thames). Middle Thames i South Thames łączą się na wschód od London, a gałęzie północna (North Thames) i południowa (South Thames) spotykają się w Forks w London, najważniejszym historycznym punkcie miasta.
Za główny ciąg uznaje się South Thames, płynącą generalnie w kierunku południowo-zachodnim. Długość rzeki wynosi 273 km. Źródła na podmokłych terenach miejscowości Tavistock, ok. 300 m n.p.m. Płynie przez południowo-zachodnie Ontario przez miasta Woodstock, London i Chatham do Tilbury nad jeziorem St. Clair, do którego uchodzi w miejscu zwanym Lighthouse Cove na wysokości 175 m n.p.m. Bieg na całej długości bardzo kręty, meandrujący, koryto w ogromnej większości zupełnie nieuregulowane. Dorzecze Thames ma powierzchnię 5825 km². Średni przepływ roczny w Chatham wynosi 52,9 m³/s.

## Charakterystyka dorzecza
Górne odnogi rzeki przepływają przez tereny, których ukształtowanie powstało po cofnięciu się lądolodu pod koniec najmłodszego zlodowacenia plejstoceńskiego. Ich koryta mają skaliste dna, a zbocza strome, z co najmniej po jednej stronie usytuowanymi urwiskami lub tarasami. Natomiast dolna Tamiza, poniżej Delaware, wyrzeźbiła swoje płytkie koryto w płaskiej równinie, zbudowanej z glin, drobnych żwirów i piasków. Tutaj koryto rzeki jest łagodne, a przepływ wody wolny.
Całe dorzecze Thames jest licznie zaludnione i pocięte regularną siatką dróg. Ziemie są intensywnie wykorzystywane przez rolnictwo i hodowlę. Poza wspomnianymi miastami istnieje tu szereg mniejszych miejscowości oraz wielka liczba rozrzuconych po terenie samotnych farm. Znajduje się tu również kilka rezerwatów indiańskich. Brakuje większych kompleksów leśnych - lasy są podzielone na liczne małe obszary. Występują liczne zadrzewienia śródpolne i drobne zagajniki, z reguły lasami porośnięte są doliny rzek i potoków.
W dorzecze Thames sięga najbardziej na północ wysunięta strefa lasów karolińskich. Jest to jeden z najbardziej zróżnicowanych biologicznie regionów Kanady, w którym występuje bogate życie roślinne, w tym szereg rzadkich gatunków flory. Wody Thames są również siedliskiem jednej z najbardziej zróżnicowanych populacji ichtiofauny w Kanadzie. Szereg cennych przyrodniczo miejsc chronionych jest w formie dostępnych do zwiedzania rezerwatów (ang. Conservation Areas).

## Konotacje historyczne

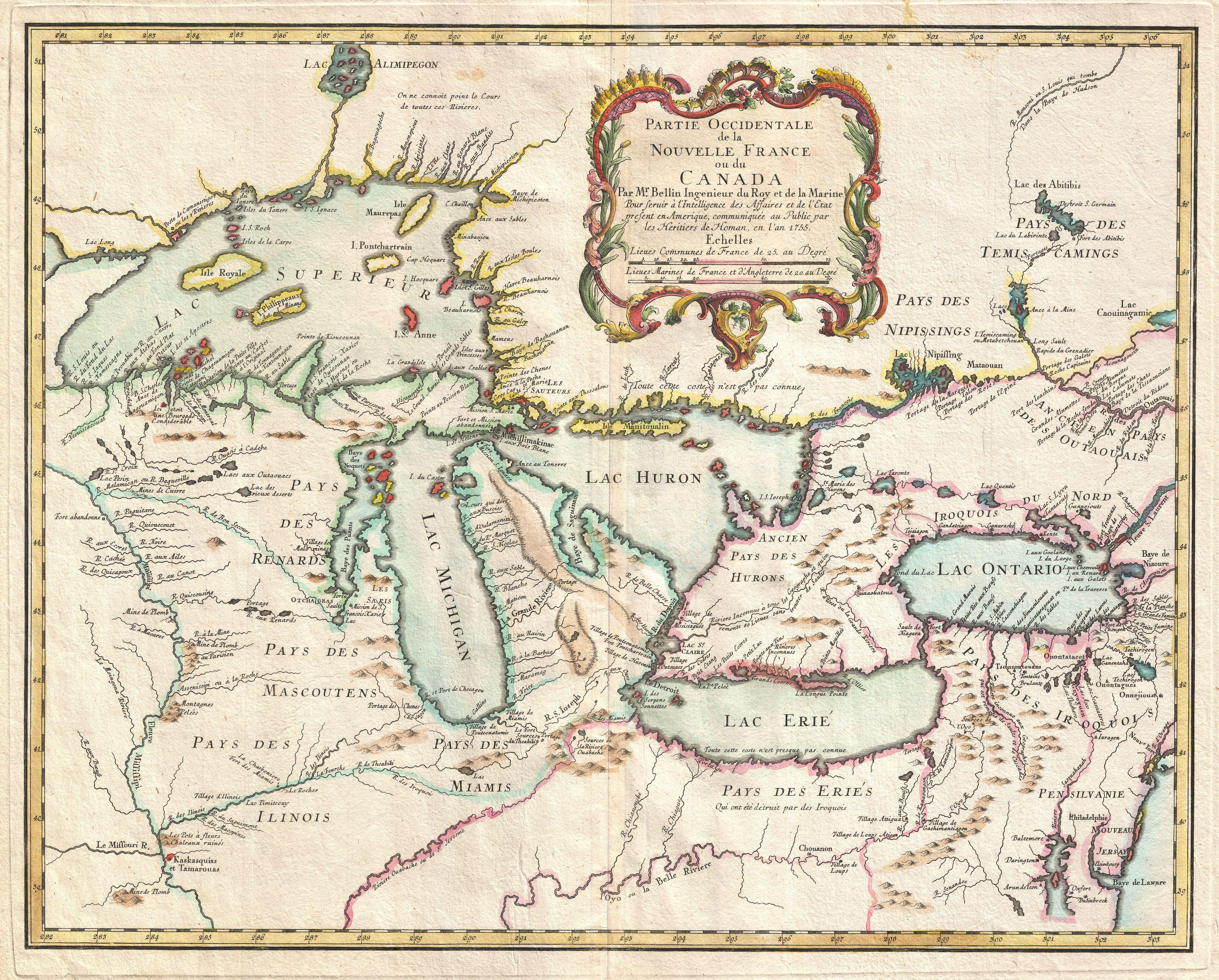
Thames na mapie Kanady z 1755 r.

Dorzecze Thames przez długi czas było nieznane białym przybyszom i zostało skolonizowane stosunkowo późno. Jeszcze na mapie francuskiego kartografa i naturalisty Jacquesa-Nicolasa Bellina z 1755 r. rzeka ta, zamiast jakąkolwiek nazwą, opisana była jako Riviere Inconnue à tous les Geographe et quʼon remonte 80 Lieues sans trouver de Saults (Rzeka nieznana wszystkim geografom, w górę której płynie się 80 mil nie napotykając na bystrza).
Nad dolnym brzegiem rzeki Thames miała miejsce ważna bitwa wojny brytyjsko-amerykańskiej, która wybuchła w 1812 roku. Bitwa pod Moraviantown (znana również jako bitwa pod Youwas) została stoczona 5 października 1813 r. pomiędzy wojskami amerykańskiego generała Williama H. Harrisona a wojskami brytyjskiego generała Henryʼego Proctora, którego sojusznikiem były oddziały indiańskie pod wodzą Tecumseha. Wódz Tecumseh zginął w tej bitwie. Poniżej miejscowości Moraviantown, na brzegu Thames, znajduje się obecnie pomnik, upamiętniający jego śmierć.